# Adam Scott (acteur)
Pour les articles homonymes, voir Scott et Adam Scott (homonymie).
Adam Scott, né le 3 avril 1973 à Santa Cruz (Californie), est un acteur, comédien, réalisateur, producteur, scénariste et podcasteur américain.
Surtout spécialisé dans les rôles comiques, il est révélé au grand public par ses rôles principaux dans les séries Party Down (2009-2010), Parks and Recreation (2011-2015) et la dystopie dramatique Severance (2022-2025), 

## Biographie
Adam Paul Scott est né le 3 avril 1973 à Santa Cruz, en Californie, aux États-Unis.
Fils de Simon Dougald Scott et d'Anne (née Quartararo), qui sont tous deux des enseignants à la retraite.
Il est d'un quart d'origine sicilienne, du côté de sa mère.
Il a un frère et une sœur, David et Shannon, qui sont tous les deux plus âgés.
Il est diplômé de la Harbor High School et de l'American Academy of Dramatic Arts de Los Angeles, en Californie.

### Vie privée
Adam Scott a épousé l'actrice, productrice et scénariste américaine Naomi Sablan en 2005. Ils sont parents de deux enfants.
Adam Scott a révélé qu'il avait invité l'acteur Mark Hamill (Luke Skywalker de la franchise Star Wars) à son anniversaire quand il était à l'école primaire (l'équivalent du CE1) lors de son invitation à l'émission Jimmy Kimmel Live! diffusé le 4 mai 2017. L’actrice Kristen Bell a surpris Adam Scott en invitant Mark Hamill, arrivé en brandissant un sabre laser à l'occasion du Star Wars Day.

## Carrière

### Débuts et révélation télévisuelle (1994-2009)
L'acteur commence sa carrière hollywoodienne en 1994, en oscillant entre télévision et cinéma.
Côté séries, il décroche un rôle récurrent dans la série policière Murder One et dans la comédie dramatique  Incorrigible Cory. Il fait aussi des apparitions dans les séries à succès Urgences puis  New York Police Blues. Entre 1998 et 1999, il acquiert une belle visibilité en enchaînant des rôles récurrents dans les séries dramatiques pour adolescents La Vie à cinq et Wasteland.
Suit néanmoins une décennie de petits rôles dans des longs-métrages, parfois à succès -  en 2005, le biopic Aviator, de Martin Scorsese et le thriller The Matador, de Richard Shepard ; ou encore en 2006  les comédies Sa mère ou moi !, de Robert Luketic ou En cloque, mode d'emploi, de Judd Apatow - et dans des séries et téléfilms - notamment deux épisodes consécutifs de la seconde saison de l'acclamé drame familial Six Feet Under, en 2002.
C'est d'ailleurs sur la chaîne HBO qu'il décroche son premier rôle régulier en 2007. Il forme, avec Sonya Walger, l'un des trois couples au centre de la série dramatique Tell Me You Love Me. Le programme est cependant arrêté au bout d'une seule saison. Il revient donc au cinéma, où il a fini par se spécialiser dans des comédies (à l'exception d'une performance dramatique remarquée dans le thriller indépendant That Vicious Kind). C'est dans ce registre qu'il décroche à la télévision son second rôle régulier : il sera le héros de la comédie noire Party Down, aux côtés de la valeur montante Lizzy Caplan. La série est très bien reçue par la critique, mais les audiences, très faibles, conduisent à l'arrêt de la série au bout de 2 saisons et 20 épisodes. Il est néanmoins désormais identifié en tant qu'acteur de comédies.

### Acteur comique (depuis 2010)

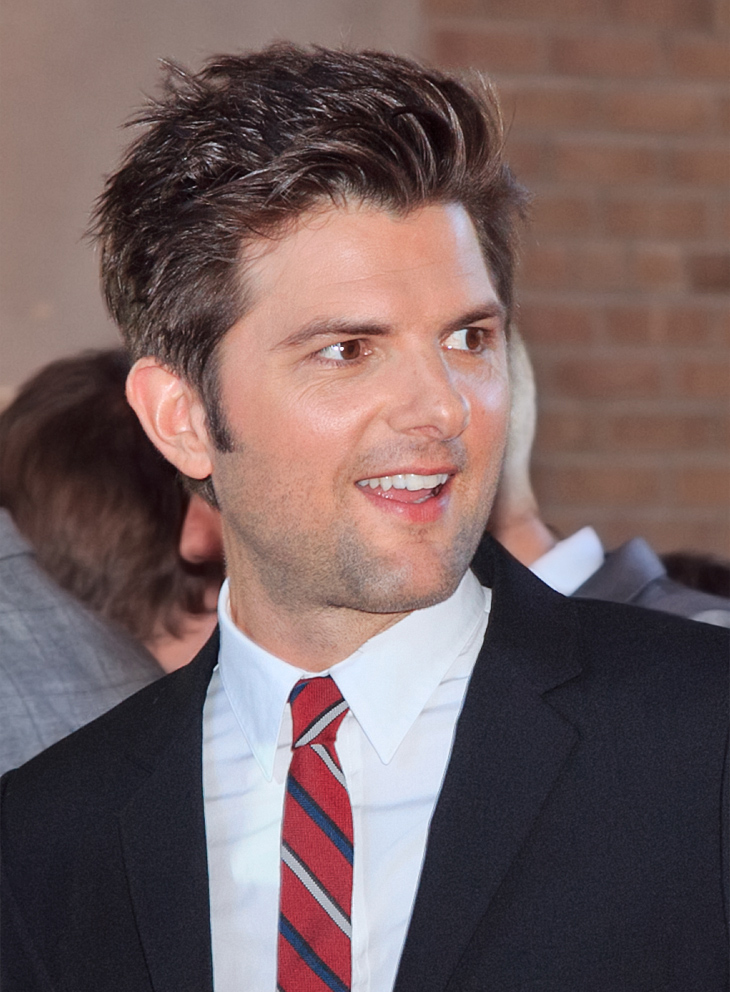
L'acteur au Festival international du film de Toronto 2011, pour la présentation de Friends with Kids.

Ainsi, l'acteur a déjà rebondi vers une autre sitcom : la série politique Parks and Recreation. Lancée discrètement au début de 2010, le programme recrute Scott en acteur invité pour la saison 2. Le personnage devient régulier, et l'un des piliers de la série jusqu'à sa fin, en 2015.
Parallèlement, l'acteur va enchaîner les seconds rôles dans les comédies au cinéma : en 2010 les parodies Operation Endgame et Piranha 3-D, d'Alexandre Aja ; en 2011 les comédies romantiques  Donne-moi ta main, Our Idiot Brother, ou encore Bachelorette ; en 2012, il obtient des rôles plus développés pour la comédie dramatique chorale Friends with Kids, de Jennifer Westfeldt et A.C.O.D..
Devenu une figure incontournable de la comédie américaine, il apparait dans de nombreux programmes télévisuels plus confidentiels : Maron, Burning Love, Drunk History, Angie Tribeca, qui lui permettent souvent de retrouver ses partenaires de jeu. En 2015, il  participe à la potacherie Le Spa à remonter dans le temps 2, et en 2015, il retrouve sur grand écran la réalisatrice de Bachelorette, Leslye Headland, pour un rôle ambigu dans sa comédie romantique noire Jamais entre amis.
Cette année l'amène d'ailleurs à revenir progressivement vers le drame. Son rôle dans la comédie dramatique La Vie rêvée de Walter Mitty de Ben Stiller constitue une première étape, mais c'est surtout son rôle d'agent du FBI dans le thriller psychologique Strictly Criminal, de Scott Cooper, qui le positionne vraiment dans une veine plus sérieuse. En 2016, il est à l'affiche d'une comédie dramatique indépendante, My Blind Brother, où il joue un homme atteint de cécité, en rivalité avec son frère incarné par Nick Kroll.
Fin 2016, le créateur de Parks and Recreation lui confie un rôle récurrent dans sa nouvelle création The Good Place. L'acteur y joue un personnage mauvais et insidieux, aux antipodes de l'idéaliste Ben Wyatt. Et au début de 2017, il fait partie de la distribution de l'acclamée mini-série dramatique Big Little Lies. Il y incarne Ed Mackenzie, l'un des pères de famille de la banlieue bourgeoise où se déroule ce thriller psychologique.
Depuis 2022, Scott endosse le rôle de Mark, personnage principal de la série Severance.

## Filmographie

### Comme acteur

#### Cinéma
- 1994 : Cityscrapes: Los Angeles de Michael Becker : Joe
- 1996 : Les Derniers Jours de Frankie La Mouche de Peter Markle : Race Track Valet
- 1996 : Star Trek : Premier Contact (Star Trek: First Contact) de Jonathan Frakes : Defiant Helm Crewman
- 1996 : Hellraiser: Bloodline de Kevin Yacher : Jacques
- 1997 : Dinner and Driving de Lawrence Trilling : Larry
- 1998 : Girl de Jonathan Kahn : Scott
- 1998 : The Lesser Evil de David Mackay : George jeune
- 1998 : Hairshirt de Dean Paraskevopoulos : un fan au bar
- 2001 : Date Squad de Amie Steir : Fred
- 2001 : Seven and a Match de Derek Simonds : Peter
- 2002 : Ronnie de Christopher Haifley : Ronnie Schwann
- 2002 : Crimes et pouvoir (High Crimes) de Carl Franklin : le lieutenant Terrence Embry
- 2002 : Bleach de Jacob Rosenberg : Fulton
- 2003 : Something More de Devon Gummersall : Saul
- 2003 : Two Days de Sean McGinly (en) : Stu
- 2004 : Torque, la route s'enflamme (Torque) de Joseph Kahn : McPherson
- 2004 : Off the Lip de Robert Mickelson : David
- 2005 : Art School Confidential de Terry Zwigoff : Marvin Bushmiller
- 2004 : Aviator de Martin Scorsese : Johnny Meyer
- 2005 : The Matador (The Matador) de Richard Shepard : Phil Garrison
- 2005 : Sa mère ou moi ! (Monster-in-Law) de Robert Luketic : Remy
- 2006 : First snow de Mark Fergus : Tom Morelane
- 2006 : Who Loves the Sun de Matt Bissonnette : Daniel Bloom
- 2007 : En cloque, mode d'emploi (Knocked Up) de Judd Apatow : l'infirmier
- 2007 : The Return de Asif Kapadia : Kurt Setzer
- 2008 : Mister Showman (The Great Buck Howard) de Sean McGinly (en) : Alan
- 2008 : August de Austin Chick : Joshua Sterling
- 2008 : Corporate Affairs de Dan Cohen : Jack Hightower
- 2008 : Lovely, Still de Nicholas Fackler : Mike
- 2008 : Frangins malgré eux (Step Brothers) de Adam McKay : Derek Huff
- 2009 : The Vicious Kind de Lee Toland Krieger : Caleb Sinclaire
- 2009 : Passenger Side de Matt Bissonnette : Michael
- 2010 : Operation Endgame de Fouad Mikati : le bateleur
- 2010 : Piranha 3-D d'Alexandre Aja : Novak Radzinsky
- 2010 : Donne-moi ta main (Leap Year) d'Anand Tucker : Jeremy
- 2011 : Friends with Kids de Jennifer Westfeldt : Jason
- 2011 :  Our Idiot Brother  de Jesse Peretz :Jeremy
- 2012 : Bachelorette de Leslye Headland : Clyde
- 2013 : A.C.O.D. de Stu Zicherman : Carter
- 2013 : La Vie rêvée de Walter Mitty (The Secret Life of Walter Mitty) de Ben Stiller : Tedd Hendricks
- 2014 : Le Spa à remonter dans le temps 2 (Hot tub time machine 2) de Steve Pink : Adam
- 2015 : The Overnight (en) de Patrick Brice (en) : Alex
- 2015 : Strictly Criminal (Black Mass) de Scott Cooper : Robert Fitzpatrick
- 2015 : Jamais entre amis (Sleeping With Other People) de Leslye Headland : Matthew Sobvechik
- 2015 : Krampus de Michael Dougherty : Tom
- 2017 : Little Evil : Gary
- 2017 : Fun Mom Dinner d'Alethea Jones :
- 2017 : La Femme la plus détestée d'Amérique (The Most Hated Woman in America) : Jack Ferguson
- 2018 : Flower de Max Winkler : Will
- 2023 : Madame Web de S. J. Clarkson : Benjamin « Ben » Parker
- 2025 : The Monkey de Oz Perkins : capitaine Petey Shelburn

#### Télévision
- 1994 : Incorrigible Cory, saison 2, épisodes 20-21 : Griffin « Griff » Hawkins
- 1994 : Dead at 21, épisode pilote : Dan
- 1995 : Out of Order, 1 épisode : Paul
- 1995 : Urgences (ER), saison 1, épisode 20 : David Kerstetter
- 1995 : Incorrigible Cory (Boy Meets World), saison 3, épisode 4 : Griffin « Griff » Hawkins
- 1995 : Murder One, saison 1, épisodes 3-5, 7-8 : Sydney Schneider
- 1996 : New York Police Blues, saison 3, épisode 14 : Gordon Puterbaugh
- 1997 : Intimidations (Payback), téléfilm : Adam Stanfill
- 1998 : La Vie à cinq (Party of Five), 7 épisodes : Josh Macon
- 1999 : Sagamore, téléfilm : Alex
- 1999 : Winding Roads, téléfilm : Brian Calhoun
- 1999 : Wasteland, 7 épisodes : Phillip
- 2001 : L'Île de l'étrange (Glory Days), saison 1, épisode 6
- 2002 : Six Feet Under, saison 2, épisodes 5-6 : Ben Cooper
- 2003 : Les Experts : Miami, saison 2, épisode 15 : Danny Cato
- 2004 : Wonderfalls, 1 épisode : Aaron Tyler
- 2004 : Veronica Mars, saison 1, épisode 14 : M. Rooks
- 2005 : New York, police judiciaire, saison 16, épisode 17 : Robbie Howell
- 2007 : Tell Me You Love Me, saison 1, épisodes 3, 6-10 : Palek
- 2009 : The Wonderful Maladys, saison 1 : l'ex d'Alice
- 2009 : Trust Me, 2 épisodes : Josh Burkett
- 2009 : Kenny Powers, 1 épisode : Pat Anderson
- 2009-2010 et 2023 : Party Down (rôle principal, 26 épisodes) : Henry Pollard
- 2010 : Childrens Hospital, saison 2, épisode 5 : Lieutenant D'Ghor Koru
- 2011-2015 : Parks and Recreation (rôle principal, 97 épisodes) : Ben Wyatt
- 2016 : The Good Place : (rôle récurrent) : Trevor
- 2017-2019 : Big Little Lies : (rôle principal, 14 épisodes) : Ed Mackenzie
- 2017-2018 : Ghosted : (rôle principal & producteur exécutif, 16 épisodes) : Max Jennifer
- 2019 : The Twilight Zone : La Quatrième Dimension : saison 1, épisode 2 : Justin Sanderson
- depuis 2022 : Severance : Mark Scout
- 2022 : Loot : John Novak

### Comme producteur
- 2008 : Passenger Side de Matt Bissonnette

## Voix francophones
En France, Alexandre Gillet est la voix française régulière d'Adam Scott. Bruno Choël et Fabrice Josso l'ont également doublé à quatre reprises chacun.
Au Québec, il est régulièrement doublé par Jean-François Beaupré.

## Distinctions

### Nominations
- Golden Globes 2023 : meilleur acteur dans une série dramatique pour Severance